# 什圖卡爾
47°19′1″N 31°23′2″E / 47.31694°N 31.38389°E
什圖卡爾（烏克蘭語：Штукар），是烏克蘭南部的村莊，隸屬尼古拉耶夫州的沃茲涅先斯克區。該村始建於1921年，面積0.97平方公里，海拔高度96米，2001年人口428，人口密度每平方公里443.1人。